# Hector Hall
Hector Hall era un supereroe che comparve in Infinity Inc., Sandman e JSA della DC Comics. Fu conosciuto sotto i nomi di Silver Scarab, Sandman e, prima della sua morte, Dottor Fate.

## Biografia del personaggio

### Infanzia
Hector Hall è il figlio di Carter e Shiera Hall, gli eroi della Golden Age conosciuti come Hawkman ed Hawkgirl. Carter e Shiera erano le reincarnazioni di un antico faraone egizio e di sua moglie, entrambi assassinati dal loro rivale, Hath-Set. Sconosciuto ad entrambi, tuttavia, la maledizione di Hath-Set colpì anche ogni bambino che la coppia avrebbe potuto concepire. La maledizione di Seketh, l'antico dio egizio della morte, profetizzò la combinazione dello Scarabeo D'Argento con l'Occhio di Ra, che avrebbe praticamente significato la fine del mondo. Come tale, quando Hector nacque durante uno scavo archeologico vicino al Cairo, nacque senza l'anima, destinata ad essere un vascello per il trasporto dello Scarabeo D'Argento, un agente della vendetta chiamato a sé da Hath-Set.
Per fare arrabbiare Hector ulteriormente, i suoi genitori visitavano frequentemente la città di Feithera e passavano molto tempo con il loro figlioccio Norda Cantrell (che in seguito divenne Northwind). Sebbene i due bambini fossero compagni di gioco, Hector ebbe sempre un senso di astio verso Norda a causa delle sue ali e dell'attenzione che i suoi genitori avevano per lui. Saltò fuori, che come Hector sarebbe divenuto un agente di Hath-Set, Norda sarebbe stato colui che avrebbe dovuto fermarlo.
Il giovane Hector Hall giocò anche con molti altri bambini della Justice Society, come Al Rothstein (figlioccio del primo Atomo), Lyta Trevor (figlia della prima Fury, che sarebbe poi stata sua moglie) e Rick Tyler (figlio del primo Hourman). Durante uno di questi incontri, i ragazzini finirono per far volare un jet, e quasi si schiantarono sulla Casa Bianca, dove furono fermati e rimproverati dai loro genitori.

### Silver Scarab
Sentendosi trascurato dai suoi genitori combattenti del crimine, al college Hector si costruì un costume con il Metallo Nth che permetteva ai suoi genitori di volare, mentre in realtà aggiunse alcuni miglioramenti solari. Hector fu ammesso alla UCLA, dove incontrò la sua amica d'infanzia, Lyta Trevor. I due si innamorarono quasi subito e cominciarono ad uscire insieme. Lyta volle continuare la carriera di sua madre come nuova Fury ed Hecotr condivise la sua identità di Silver Scarab con lei. Come tali, i due chiesero l'adesione alla Justice Society. Invitando Al Rothstein a seguirli così come con Norda Cantrell, che si diede il nome in codice di Northwind, a tutti e quattro fu negata l'adesione a causa della giovane età e all'inesperienza. Non volendosi arrendere, i quattro riprovarono a fare domanda con l'aiuto di Jennifer-Lynn Hayden e Todd Rice, i figli di Alan Scott. Sentendo pietà per i giovani, Star-Spangled Kid decise di lasciare la JSA al fine di creare un nuovo gruppo, a cui si unirono anche Power Girl e Brainwave Jr., chiamandosi Infinity, Inc..
La squadra divulgò le proprie identità segrete pubblicamente, dove Hector annunciò anche il suo fidanzamento con Lyta. Avrebbero passato poco tempo insieme a godersi la loro felicità dato che l'entità che viveva dentro di lui fin dalla sua nascita si fece avanti, grazie alle manipolazioni di Hath-Set. Il reincarnato Silver Scarab combatté contro la Infinity, Inc. insieme ad Hath-Set e convocò l'Occhio di Ra. Gli eroi riuscirono a sventare una catastrofe, ma al costo della vita di Hector. Quando morì, seppe che Lyta era incinta, l'unica cosa che non aveva fatto di sbagliato, e fece sì che il bambino portasse la sua purezza e divinità, facendo sì che Silver Scarab potesse controllare l'Occhio di Ra a pieno.

### Sandman
Hector Hall ingannò la morte come i suoi genitori prima di lui. La sua coscienza fu trattenuta nel Sogno, dove fu scoperta da Brute e Glob, ex servi di Morpheus. Lasciati ad una brutta fine dopo l'imprigionamento di Morfeo nei primi anni del XX secolo, Brute e Glob cominciarono a reclutare mortali come surrogati dei "Re dei Sogni", sperando di usarli come mezzi per il controllo del Regno dei Sogni. Hector era una delle pedine, e adottò il costume e l'identità di Sandman. In questa nuova incarnazione, Hector poteva lasciare la dimensione del Sogno per un'ora sola al giorno.
Utilizzò sempre più spesso questa abilità per fare visita a Lyta nei suoi sogni, ed è lì che scoprì che sua moglie era rimasta incinta. Questa situazione andò avanti per molto tempo, finché non fu "scoperto" dal suo amico Al Rothstein, che si era recato da Lyta per chiederle di sposarla. Hector le raccontò del suo nuovo ruolo e le chiese di sposarlo. Lei acconsentì, e i due departirono per la dimensione onirica.
La "Dimensione del Sogno" in realtà non era altro che una parte del Regno dei Sogni all'interno della mente di un ragazzino di nome Jared Walker che Brute e Glob avevano isolato. All'interno, Lyta cominciò ad andare sempre di più alla deriva, allontanandosi dalla realtà, e la sua gravidanza fu tenuta in sospeso per quasi due anni. L'ossessione di Hector per il suo nuovo ruolo di Sandman crebbe sempre di più, e de-evolse da serio supereroe a un uomo che combatteva battaglie senza senso contro criminali da nulla.
Fu non molto tempo dopo, che Morfeo fuggì dalla sua prigione con l'intento di rimettere a posto il Regno dei Sogni. Alla fine, la sua attenzione ricadde su Brute e Glob: ponendo fine ai loro piani, Morfeo riconsegnò Hector al regno dei Morti, dicendo a Lyta che il suo figlio non ancora nato, Daniel sarebbe stato destinato a divenire il nuovo Signore dei Sogni.

### Dottor Fate
Come i suoi genitori, tuttavia, Hector è intrappolato in un ciclo di reincarnazioni. Quando ritornò ancora molti anni dopo, fu scelto per adottare le vesti di Dottor Fate, un potente stregone che fu precedentemente membro della Justice Society of America. Non appena indossò il mantello di Fate, fu costretto ad un combattimento contro Mordru e riuscì ad avere la meglio, imprigionandolo all'interno dell'Amuleto, grazie ai consigli di Kent Nelson, che risiedeva all'interno di questo con la moglie Inza.
I corpi correnti dei genitori di Hector sono il fu Hank Hall (nessuna parentela) e Dawn Granger, meglio conosciuti come i supereroi Hawk e Dove. Dato che furono potenziati rispettivamente dai Signori di Caos ed Ordine, il nuovo Dottor Fate era, come Stevens, un agente dell'equilibrio.
Mentre agiva come Dottor Fate con la Justice Society, c'era sempre un pezzo mancante della vita di Hector, sua moglie. Cercandola valorosamente, lui e la squadra viaggiarono all'interno dell'Amuleto di Anubi, dove scoprirono che Mordru era ancora vivo, e ritornò al posto in cui rinacque. Qui, scoprì che la sua seconda madre era in stato comatoso, ma concluse che Mordru aveva gettato un incantesimo ingannevole e che quella donna in realtà era Lyta.
Hector chiese il suo aiuto per fare uscire sua moglie dal coma con la JSA, e mentre la lasciava con loro, lui viaggiò fino a Thanagar. Andò per salvare Hawkgirl e per assistere alla rinascita di suo padre. I due erano di nuovo riuniti, e sebbene fossero felici di rivedersi, la loro connessione emozionale era peggiorata.
Hector utilizzò tutta la sua magia per svegliare Lyta, ma non vi riuscì e così si ritirò nella sua Torre. Imparò, da quella che lui credeva fosse Nabu, come viaggiare verso Gemworld, dove avrebbe scoperto il segreto dietro l'incantesimo di Mordru. Si scoprì che l'Amuleto fu costruito su Gemworld, e che Nabu veniva da un mondo conosciuto come Cilia, e che l'Amuleto fu l'unica cosa mai uscita dal pianeta. Similarmente, scoprì che Mordru non era un essere corporeo, ma una forma d'energia che saltava da corpo a corpo. Hector lasciò Gemworld con le sue nuove conoscenze, e portò con lui il teschio di Lord Wrynn, un uomo che rimase consumato da Mordru. Hector cominciò a prepararsi per un rituale che coinvolse il teschio, sebbene Nabu disapprovò, affermando che voleva che Hector si dedicasse di più allo studio.
Ad un certo punto, la JSA si confrontò contro la Società dell'Ingiustizia, e dopo che gli eroi più maturi furono teleportati, lo Spettro si rivelò, e disse loro che doveva combattere contro un demone chiamato Legacy, dopo aver guarito vecchie ferite emozionali. Quando Hector incontrò Nabu, dovette confrontarsi con il suo "destino". In apparenza, fu destinato ad uccidere Hawkgirl, dopodiché avrebbe ucciso suo padre. Hector non accettò questo destino e giurò, invece, di crearsi un suo fato. Hector ed il resto della JSA si batterono contro Legacy che si rivelò essere un vecchio criminale di nome Wizard, e procedettero per batterlo.
Poi, Hector ritornò al suo proposito di salvare Lyta. Quando vanificò l'incantesimo di Mordru, scoprì che Mordru ne aveva gettato un altro, e che la donna, di fatto, era Dawn Granger. Hector era sia triste che deluso dal fatto che non riuscì a trovare Lyta e lasciò perdere.
Riunendosi alla JSA, divenne aggressivo con i criminali e con i propri colleghi. Hawkman gli ordinò di rimuovere il suo elmetto, e sotto shock, scoprì che sotto le spoglie di Fate vi era Mordru. Hector era imprigionato nell'Amuleto creato per Mordru. Fortunatamente, gli Agenti dell'Ordine di cui sopra intervennero e lo aiutarono e fu scoperto che, non solo Mordru aveva preso il posto di Nabu per tutto il tempo ma che aveva anche preso possesso del corpo di Arion, uno dei Signori dell'Ordine. Fu portato alla casa dei Nelson, dove gli fu detto che sua moglie era morta, cosa che continuava a rifiutare di accettare.
Hector ri-ottenne la sua forza e riuscì a tornare alla realtà per confrontarsi con Mordru. Nella battaglia conseguente, Hector utilizzò ogni pezzo di magia di cui poteva disporre, rinchiusa in ogni reame magico esistente a sua disposizione. Dopo aver mostrato a Mordru il suo futuro, un futuro di umiliazione e fallimento, Hector imprigionò Mordru all'interno della Roccia dell'Eternità alla fine dell'Universo.
Hall operò come Fate da Salem da allora, con Nabu - sempre abitando l'elmetto, ma non controllando più Fate - che lo consigliava. Le anime dei Nelson risiedevano sempre nell'Amuleto, ed erano occasionalmente capaci di contattare il mondo esterno. L'odentità di Hall era conosciuta a pochi fidati che lo immaginarono, e nella sua identità segreta, socializzò con alcuni abitanti di Salem, essendo molto più socievole dei suoi predecessori.
Quando si confrontò con la mostruosa magica potenza dell'essere conosciuto come Curse (maledizione), l'ancora inesperto Hector fu ucciso. Mentre il suo corpo giaceva sulle strade di Salem, lo spirito di Hector si incontrò con Nabu all'interno dell'elmo. Nabu offese Hector verbalmente dato che questo prese il mantello di Dottor Fate senza avere il potenziale per utilizzarlo. Finalmente, dopo che Nabu continuò il suo assalto, dicendo ad Hector dicendo ad Hector che avrebbe potuto morire così che un altro avrebbe potuto prendere il suo posto, Hector finalmente ne ebbe abbastanza, lasciando nabu e ritornando nel suo corpo. Riuscì a far rivivere il suo corpo e fu abbastanza forte da battere Curse. Ora, Hector era più fiducioso e sicuro del suo ruolo.
In una successiva avventura in Kahndaq con la JSA, Hector e Nabu litigarono di nuovo, dato che Nabu prese il controllo di Dottor Fate e si batté contro la JSA, affermando che Hector stava semplicemente seguendo alla cieca i passi di suo padre. Mentre controllava il suo ospite, Nabu disfece la magia che trasformò o Featheriani in semplici uccelli e "spense" apparentemente il lato di Black Adam (lasciandolo nella sua forma mortale), che fu un alleato di Nabu nell'antico Egitto. Sebbene la Society si domandasse cosa fosse accaduto, il padre di Fate, Hawkman, si fece avanti con un sorriso, affermando che suo figlio poteva cavarsela da solo.
Successivamente, Hector con l'aiuto dei Nelson e delle altre incarnazioni precedenti di Fate riuscirono ad intrappolare Nabu nell'Amuleto e ancora una volta ne prese il controllo. Allo stesso tempo, si scoprì che la moglie di Fate, Lyta, era stata imprigionata da Nabu per manipolare Hector. La coppia si riunì quando finirono in Kahndaq insieme, proprio quando Black Adam fu sconfitto dalla Justice Society.
Con la loro riunione, Lyta e Hector ritornarono alla Torre e vissero felicemente, finché non furono imprigionati in una sezione dell'Inferno dallo Spettro, che cominciò a distruggere tutta la magia. I due furono abbandonati sulla cima di una montagna congelata, dove Hector fu costretto ad uccidere vari demoni che attentavano alla vita di Lyta e alla sua. Nel frattempo, Lyta era incosciente, e di conseguenza poteva comunicare con suo figlio Daniel, Signore dei Sogni. Daniel propose loro di unirsi a lui nel Sogno, e quando Lyta si svegliò, Hector collassò accanto a lei, vicino alla morte. Così, Lyta decise di accettare l'offerta di Daniel e lei e Hector, sapendo che non avrebbero potuto tornare indietro, entrarono nel portale del Sogno. Non appena i loro corpi morirono congelati, i loro spiriti si unirono al loro figlio.

## Poteri e abilità
- Come Silver Scarab, Hector indossò un costume fatto di Metallo Nth. Questo metallo fu sviluppato da suo padre, Carter Hall, ma migliorato da Hector. Il vestito gli permetteva di volare, e proiettare fasci potenziati di raggi solari.
- Come Sandman, Hector possedeva una forza straordinaria, il potere di volare, e viveva in un posto chiamato "Il Flusso del Sogno", che gli permetteva di vedere i sogni altrui e poteva proiettarsi nel mondo reale per un'ora ogni 24 ore, e poteva viaggiare attraverso "Il Flusso del Sogno" quasi immediatamente da ogni posto nel mondo reale ad ogni altro posto durante quell'ora.
- Come Dottor Fate, Hector possedeva una vasta gamma di poteri. In generale, poteva volare, era resistente ai danni, e aveva una forza più che umana. Hall era capace di parlare con Nabu, il Dottor Fate precedente, Kid Eternity, e Lyta, attraverso l'elmetto di Nabu, che gli dava accesso ad una varietà di incantesimi. Era suscettibile alle tossine presenti nell'aria tuttavia.

Alla sua massima potenza, Fate è uno stregone completo, capace di vedersela contro tutti gli stregoni dell'Universo DC, ma non forte abbastanza come esseri davvero extra-umani come Lo Spettro. Fate fu osservato mentre gettava lampi di energia mistica, seccando la materia solida dell'energia e trasformando gli oggetti in altri tipi di materia. I limiti delle sue abilità magiche sono sconosciuti.
Fate comanda la magia come un vecchio agente del Caos e dell'Ordine.